# Pigiopsis scotoides
Pigiopsis scotoides är en fjärilsart som beskrevs av Louis Beethoven Prout 1915. Pigiopsis scotoides ingår i släktet Pigiopsis och familjen mätare. Inga underarter finns listade i Catalogue of Life.